# Мотовиловка (Житомирский район)
Мотови́ловка (укр. Мотовилівка) — село в Житомирском районе Житомирской области Украины. До 17 июля 2020 года входило в состав упразднённого Любарского района.

## История
Основано в 1601 году.
Являлось центром Мотовиловской волости Житомирского уезда Волынской губернии Российской империи.
В 1985 году здесь была построена благоустроенная школа на 192 учащихся (инженер Д. Гуненко).
Население по переписи 2001 года составляло 929 человек.

## Адрес местного совета
13150, Житомирская область, Любарський р-н, с. Мотовиловка, ул. 40-летия Победы, 11